# Crotonogyne lasiocarpa
Crotonogyne lasiocarpa är en törelväxtart som beskrevs av David Prain. Crotonogyne lasiocarpa ingår i släktet Crotonogyne och familjen törelväxter.
Artens utbredningsområde är Ekvatorialguinea. Inga underarter finns listade i Catalogue of Life.